# マッテオ・プリアーモ
マッテオ・プリアーモ（Matteo Priamo、1982年3月20日 - ）は、イタリア、カステルフランコ・ヴェーネト出身の自転車競技（ロードレース）選手。

## 経歴
2006年、パナリア・ナヴィガーレ（現 CSFグループ・ナヴィガーレ）と契約を結んでプロ転向。
2008年、ジロ・デ・イタリア第6ステージを制した（第13ステージで棄権）。同大会終了後、山岳賞を獲得した、チームメイトのエマヌエーレ・セッラに持続性エリスロポエチン受容体活性化剤(CERA)陽性反応が出たが、2009年11月12日、スポーツ仲裁裁判所(CAS)は、プリアーモがセッラにCERAを渡していた事実をセッラに確認したところ認めたため、これを受け、イタリアオリンピック委員会(CONI)はプリアーモに対し、2013年2月までの出場停止処分を下した。